# Phyllocycla modesta
Phyllocycla modesta – gatunek ważki z rodziny gadziogłówkowatych (Gomphidae). Występuje na terenie Ameryki Południowej.